# Thưa mẹ con đi
Thưa mẹ con đi („Liebe Mutter, ich gehe“; internationaler Titel Goodbye Mother) ist ein vietnamesisches Filmdrama von Trịnh Đình Lê Minh aus dem Jahr 2019.

## Handlung
Nâu Văn, ein junger Vietnamese, der seit neun Jahren in den USA lebt und als Softwareentwickler arbeitet, kehrt erstmals in seine Heimat zurück, um bei der Verlegung des Grabs seines Vaters mitzuhelfen. Seine verwitwete Mutter, Frau Han, lebt dort mit seinen beiden Tanten Út und Ngọc, seinem Onkel Toan, seinem Cousin Khôi, seiner Cousine Kim und seiner Großmutter. Die Familie besitzt eine Firma, die Fliesen herstellt. Ohne ihn seiner Familie anzukündigen, bringt Văn auch seinen Freund Ian, einen Krankenpfleger mit vietnamesischen Wurzeln, mit dem er in den USA seit sieben Jahren zusammenlebt, mit nach Hause. Seine Familie weiß nichts von der Beziehung, weshalb er Ian lediglich als einen Freund auf Urlaub vorstellt.
Der unerwartete Gast wird sehr positiv aufgenommen und die senile Großmutter ist davon überzeugt, dass Ian und nicht Van ihr Enkel sei. Außerdem interessiert sich Cousine Kim sehr für Ian. Văn, der auf einen passenden Moment wartet, seiner Mutter die Wahrheit über Ian zu erzählen, sieht sich mit den Erwartungen der Familie konfrontiert, dass er eine Frau finden und sich in Vietnam niederlassen solle. Gleichzeitig werden Spannungen zwischen den Familienmitgliedern deutlich: Während Vans Mutter bemüht ist, die Firma finanziell am Laufen zu halten, verbringen Onkel Toan und Cousin Khôi ihre Zeit lieber mit Alkohol und Wetten. Die Tanten müssen sich um die Großmutter kümmern und haben sich durch glücklose Geschäfte verschuldet.
Dass sie nur heimlich intime Momente teilen können, frustriert Ian, und er vertraut sich der Großmutter an, die ihn noch immer für ihren Enkel hält. Sie zeigt sich überraschend verständnisvoll. Als bei der Feier nach der Grabverlegung Văn vor allen Anwesenden seine Zukunftspläne verkünden soll, ergreift die Großmutter das Wort und besteht darauf, dass er und Ian heiraten müssen, doch niemand nimmt sie ernst. Văn macht schließlich nur deutlich, dass er zurück in die USA gehen wird, und dass er seine Mutter mitnehmen möchte. Er hat nämlich herausgefunden, dass seine Mutter an Diabetes erkrankt ist.
Als Văns Mutter zufällig an Ian gerichtete Worte auffängt, wird ihr klar, dass die beiden ein Paar sind. Sie ist sichtbar enttäuscht und Van bemüht sich, ihr Verständnis zu gewinnen. Unterdessen ist Ian allein unterwegs, da er mit der Situation immer unzufriedener ist. Als er nachts zum Haus zurückgeht, wird er vom betrunkenen Khôi und dessen Freunden attackiert und homophob beschimpft. Die Großmutter stößt jedoch dazu und kümmert sich um den verletzten Ian. Als Van davon erfährt, beginnt er eine Schlägerei mit Khôi, die zu einem Streit in der ganzen Familie führt, in dem alle Spannungen zutage treten. Văns Mutter verteidigt ihren Sohn nun gegen homophobe Angriffe, wirft den anderen Familienmitgliedern ihre Laster vor und erklärt, dass sie die Firma aufgeben und in ein eigenes Haus ziehen werde.
Der Film endet mit Văn und Ians Rückkehr in die USA. Văn verspricht, für seine Mutter die Einbürgerung zu organisieren. Seine Mutter bereitet sich dagegen auf ihr neues, unabhängiges Leben vor.

## Produktion und Veröffentlichung
Thưa mẹ con đi ist das Spielfilmdebüt von Regisseur Trịnh Đình Lê Minh, der zuvor lediglich einige Kurzfilme vorgelegt hatte. Minh erklärte, der Film erzähle keine Liebesgeschichte, sondern eine Geschichte über die Beziehung zwischen Eltern und ihren Kindern; LGBT-Personen in Vietnam müssten gegen die Erwartungen ihrer Eltern handeln, während gleichzeitig ihre Eltern an den eigenen Erziehungsmethoden zweifeln und Diskriminierung ihren Kindern gegenüber befürchten würden. Für die beiden männlichen Hauptdarsteller wurden zwei Newcomer gecastet, die Rolle von Văns Mutter übernahm die erfahrene Schauspielerin Hồng Đào, auch für Tante Ut (Hồng Ánh) und die Großmutter (Lê Thiện) wählte man bekannte Gesichter. Die Dreharbeiten fanden 2018 in Ho-Chi-Minh-Stadt und in der angrenzenden Provinz Long An statt.
Vor Veröffentlichung musste eine Szene nach der Grabverlegung herausgeschnitten werden, in der eine Opfergabe (ein gekochtes Huhn) zu Boden fiel; die staatliche Zensurbehörde hatte sie als respektlos angemahnt. Der Film hatte seine Premiere am 14. August 2019 in Ho-Chi-Minh-Stadt und startete zwei Tage später regulär in den vietnamesischen Kinos. Nach einigen internationalen Festivalteilnahmen, etwa am Busan International Film Festival und am Seoul International Pride Film Festival (Südkorea) oder am Hawaii Film Festival und am San Diego Asian Film Festival (USA), erschien der Film am 12. März 2020 auch in Taiwan. In Vietnam ist der Film auf Netflix verfügbar, wo er im April 2020 die einzige vietnamesische Produktion unter den zehn beliebtesten Titeln des Streamingdienstes war.

## Rezeption
Der Film wurde in Vietnam von Publikum und Kritikern positiv aufgenommen.
Der Kritiker Phan Cao Tùng verglich den Film mit Call Me by Your Name und Love, Simon, da er es vermeide, die homosexuelle Liebesgeschichte tragisch darzustellen, im Gegensatz etwa zu Boy Erased oder Bridegroom. Mit einem sanften Stil erzähle er die Geschichte subtil und tiefsinnig. Tùng lobte, dass weder die Ablehnung von Familie und Gesellschaft zu sehr in den Vordergrund rücke, noch ein unrealistisches „rosa“ Bild gezeichnet werde; vielmehr werde die Spannung zwischen Liebe und Angst gezeigt. Die vietnamesische Landschaft bilde einen poetischen Hintergrund für die Liebesgeschichte. Long Nguyen nannte den Film „bittersüß“. Laut Park Seongho (Busan International Film Festival) zeige der Film, dass Vietnam zwar relativ tolerant gegenüber Homosexualität sei, ein Coming-out aber selbst in einer harmonischen Familie schwer sei.
Den Vergleich mit Love, Simon zog auch Justin Nguyen beim San Diego Asian Film Festival und nannte Thưa mẹ con đi die vietnamesische Antwort darauf: Der Film sei ein zu Tränen rührendes Porträt von Familie und Akzeptanz und ein Dokument der Veränderung, die Vietnam durchmache. Auf sowohl witzige als auch zutiefst berührende Weise fange er die Schwierigkeiten ein, die es mit sich bringe, einen Weg aus den erdrückenden Einschränkungen von Tradition, Patriarchat und ländlichem Umfeld zu finden. Er lobte die perfekte Darstellung unterdrückter schwuler Gefühle und die lustigen Momente, insbesondere die Szenen der Großmutter. Beim Reeling Chicago LGBTQ+ International Film Festival beschrieb man den Film als herzerweichende romantische Dramedy voller Freudentränen und Kummer. Rhythm Zaveri hob in seiner Rezension für Asian Movie Pulse die gute Balance zwischen Komödie und LGBT-Drama hervor. Die Geschichte werde durch ein subtiles Drehbuch mit der Ästhetik der vietnamesischen Landschaft authentisch und aufrichtig erzählt. Die Chemie zwischen den beiden Hauptdarstellern sei stimmig, auch die Darstellungen der Mutter und der Großmutter seien gelungen.

## Belege
1. ↑  An Nguyen: Film on LGBT-families to hit big screens next month. In: VnExpress International. Abgerufen am 13. November 2020 (englisch).
2. ↑  Phan Cao Tùng: Lãnh Thanh – Gia Huy đẹp 'rụng tim' trong 'Thưa mẹ con đi'. In: Thanh Nien. 2. Juli 2019, abgerufen am 13. November 2020 (vietnamesisch).
3. ↑  Ngọc Diệp: Thưa mẹ con đi: Một chuyện tình đồng tính giản dị và lãng mạn. In: Tuổi Trẻ Online. 25. Juni 2019, abgerufen am 13. November 2020 (vietnamesisch).
4. ↑  Goodbye Mother (2019) – Filming & Production. In: IMDB. Abgerufen am 16. November 2020.
5. ↑  Mai Nhat: Movies get sexier as censors go soft on erotica. In: VnExpress International. 4. März 2022, abgerufen am 4. März 2022 (englisch).
6. 1 2  Park Sungho: 엄마, 안녕 (Goodbye Mother). Busan International Film Festival, 2019, abgerufen am 22. Januar 2023 (koreanisch): „감독 칭 진 레 민은 장편영화 데뷔작 <엄마, 안녕>을 통해 비교적 동성애에 관대한 베트남이지만 화목한 가정 내에서도 커밍아웃하기 힘든 현실을 반영한 드라마를 완성했다“
7. ↑  Asia Pride Section – Asian Features Competition. Seoul International Pride Film Festival, 2019, abgerufen am 13. November 2020 (koreanisch).
8. ↑  Dino-Ray Ramos: John Woo to Be Honored at Hawaii International Film Festival; ‘Jojo Rabbit’, ‘Just Mercy’ Set for Lineup. In: Deadline.com. 11. Oktober 2019, abgerufen am 16. November 2020 (englisch).
9. 1 2  Justin Nguyen: Goodbye Mother. 2019 San Diego Asian Film Festival, abgerufen am 13. November 2020 (englisch).
10. 1 2 3  Long Nguyen: Vietnamese LGBT-themed movie to premiere in Taiwan. In: VnExpress International. Abgerufen am 13. November 2020 (englisch).
11. ↑  An Nguyen: LGBT-themed movie a Netflix Vietnam favorite. In: VnExpress International. Abgerufen am 13. November 2020 (englisch).
12. ↑  Phan Cao Tùng: Phim đồng tính Việt ‘Thưa mẹ con đi’ giản dị, gợi nhớ ‘Call me by your name’. In: Thanh Niên. 15. Juli 2019, abgerufen am 13. November 2020 (vietnamesisch).
13. ↑  Goodbye Mother. Reeling: The Chicago LGBTQ + International Film Festival, 2020, abgerufen am 13. November 2020 (englisch).
14. ↑  Rhythm Zaveri: Film Review: Goodbye Mother (2019) by Trinh Dinh Le Minh. In: Asian Movie Pulse. 5. November 2019, abgerufen am 16. November 2020 (englisch).